# Eleccions municipals de 2011 a la Masó
Les eleccions municipals de 2011 a la Masó van ser unes eleccions locals que es van celebrar el diumenge 22 de maig de 2011 a Masó, a l'Alt Camp, com a part de les eleccions municipals espanyoles. Es van triar els 7 regidors de l'Ajuntament de la Masó.

## Sistema electoral
Les eleccions als ajuntaments de l'Estat espanyol estan fixades per celebrar-se el quart diumenge de maig cada quatre anys. El sistema electoral fa servir la regla D'Hondt amb representació proporcional, llistes tancades i una barrera electoral del 5% dels vots vàlids, que inclou els vots en blanc. La votació per a l'assemblea local es basa en el sufragi universal.
En les eleccions municipals, la circumscripció electoral és el municipi i el nombre d'escons (o sigui, regidors) a triar del municipi es determina en funció del nombre d'habitants censats en aquest municipi. En el cas de la Masó, en tenir 250 persones censades, l'hi correspon 7 regidors.

## Candidatures
El 26 d'abril del mateix any, la Junta Electoral de Zona de Valls va proclamar dues úniques candidatures del municipi de la Masó en el Butlletí Oficial de la Província de Tarragona.
1. Convergència i Unió (CiU)
2. Esquerra Republicana de Catalunya-Acord Municipal (ERC-AM)

## Jornada electoral

### Constitució de les meses
En aquell moment, la Masó tenia una població de 300 habitants, dels quals 250 persones van ser cridades a votar a l'única mesa que es va constituir al municipi.

### Participació
La participació en aquestes eleccions va ser de 84,4%, el qual cosa implica que un total de 211 ciutadans del municipi van decidir exercir el seu dret a vot. Comparant aquesta participació amb la mitjana catalana, la Masó va registrar una xifra notablement alta, situant-se en 29,4 punts percentuals per sobre.
A continuació, es presenta una taula amb els percentatges de participació registrats a diferents hores del dia de les eleccions:
| Hores              | la Masó        |
| ------------------ | -------------- |
| Participació (14h) | 48,0% ( 0,8%)  |
| Participació (18h) | 68,4% ( 1,2%)  |
| Participació (20h) | 84,4% ( -7,6%) |